# Emanuel Schustekh von Hervé
Emanuel Freiherr Schustekh von Herve (* 10. Oktober 1752 in Szegedin; † 2. Juni 1827 in Hermannstadt) war ein österreichischer Feldmarschallleutnant und Ritter des Maria Theresien-Ordens. 

## Leben
Schustekh stammte aus einem alten ungarischen Adelsgeschlecht, welches mit seinem Tode erlosch. 
Seine frühe Neigung zum Soldatenstand bewog seinen Vater, ihn an der Theresianische Militärakademie in Wiener Neustadt erziehen zu lassen. Er verließ die Akademie am 8. Mai 1770 und trat als Fähnrich in das ungarische Linien-Regiment Graf Karoly ein, wo er im April 1775 zum Secondeleutnant befördert wurde. Am 5. Juli 1776 wechselte er als Leutnant in des Chevauleger-Regiment des Fürsten von Löwenstein, welches im damaligen Krieg gegen Preußen bei der Armee Loudon in der Nahe von Leitmeritz eingesetzt war. Bereits in den ersten Tagen des August fiel er in preußische Kriegsgefangenschaft und wurde erst im folgenden Jahr ausgetauscht. Am 1. November 1787 wurde er zum Rittmeister im Chevauleger-Regiment von Richecourt befördert und ging in dieser Zeit die Ehe mit Regina Freiinn von Schröffl und Mannsperg ein. Sein Regiment stand in den zwei folgenden Jahren in Mähren und wurde im Frühjahr 1790 nach Galizien beordert. Ab 16. April 1790 führte er eine Eskadron in dem nach dem neuen Inhaber FML Baron Karaczay benannten Kavallerie-Regiment. Im Januar 1793 marschierte er mit seinem Regiment zur Armee des Prinzen Coburg in die Niederlande. Auf der Straße von Lüttich zeichnete er sich beim Gefecht von Herve am 4. März unter Prinz Ferdinand von Württemberg mit seinen Chevaulegers derartig aus, dass die Franzosen Aachen am 5. März räumen mussten. Für diesen Einsatz wurde ihm vom Kaiser am 29. April 1797 der Freiherrnstande mit dem Namensprädikat von Hervé verliehen. In der Schlacht von Famars (23. Mai 1793) deckte seine Eskadron den erfolgreichen Angriff der englischen Reiter zwischen den Dörfern Querenain und Artre. Am 11. März 1794 wurde er in den Stab des Generalquartiermeisters versetzt und am 16. März zum Major befördert. Am 22. Mai 1794 hatten seine Attacken auf die Dörfer Blandain und Templeuve entscheidenden Anteil am Sieg in der Schlacht bei Tournai.
Im Feldzug von 1795 führte er mehrere Monate die Avantgarde im Corps des FML Erbach bei Mindelheim. Der Erfolg beim Halten der Verschanzungen zwischen Angerbach und Kaiserswerth und die Verhinderung des feindlichen Übergang bei Uerdingen wurde vom Oberbefehlshaber Feldmarschall Clerfayt vornehmlich den Truppen von Schustekh zuerkannt. Am 11. Mai 1795 erhielt er nachträglich für seine Auszeichnung bei Herve den Maria Theresien-Orden verliehen. Am 12. Dezember 1795 wurde er zum Oberstleutnant befördert und im folgenden Jahr am 29. April auf Wurmsers Vorschlag zum Oberst und Chef des 8. Husaren-Regiments ernannt.
Im Frühjahr 1798 ging er zur Armee nach Italien ab und zeichnete sich am 26. März 1799 in der Schlacht bei Legnano aus. Am 5. April 1799 brachte sein rechtzeitiges Eingreifen in der Schlacht bei Magnano die Entscheidung. Schustekhs Truppen wurden dabei über die Etsch gesetzt und hatten die rechte Flanke der französischen Division Grenier aufgerollt und den Feind über Raldon und Varese verfolgt. Am 22. Juni 1799 stand er vor Modena und nahm später an der Blockade von Genua teil. Am 10. Juni 1800 kämpfte er bei Casteggio und am 14. Juni in der Schlacht bei Marengo. Er wurde dabei verwundet und am 28. Oktober 1800 zum Generalmajor (Rang am 24. November 1800) befördert.
Nach dem Frieden von Lunéville übernahm er in der Bukowina die Führung einer Brigade.
Im nächsten Feldzug von 1805 diente er im Korps des FML Baron Kienmayer und führte die Arrièregarde über den Inn zurück. Bei den Rückzugsgefechten bei Ried am 30. Oktober und Haag am 31. Oktober bewährte er sich wieder und wurde am 14. April 1808 zum Feldmarschalleutnant ernannt. 
Im Feldzug von 1809 führte er eine Division im Verband des 5. Armeecorps und nahm am 20. April an der Schlacht von Abensberg teil, nach dem Rückzug erhielt er von FML Hiller den Auftrag mit der Nachhut den Ort Riedau (1. Mai) zu verteidigen. Mit seinen Truppen konnte er wenige Tage zuvor beim Gefecht von Neumarkt die verfolgenden Bayern und französische Division Molitor für kurze Zeit aufhalten. Er musste dann vor Massenas Vortruppen zurückweichen und bei Reith unweit Ebelsberg wieder die Ebene zu gelangen, wo sich derweil die Brigade Radetzky dem Feinde entgegen warf. Schustekh warf sich den Franzosen in die linke Flanke und konnte seinen geordneten Rückzug hinter die Traun fortsetzen. Mit einem unabhängigen Korps von 10.000 Mann sicherte er dann das linke Donauufer von Linz bis Neuaigen bis zum Tage der Schlacht bei Wagram (5. Juli). Nach dem Krieg wurde er in die Position eines Kavallerie-Inspektors nach Prag versetzt und am 18. Februar 1810 zum zweiten Inhaber des Dragoner-Regiments Erzherzog Johann Nr. 1 ernannt. Im Krieg von 1813 leitete er die Organisierung der Landwehr in Böhmen. Im Jahr 1814 übernahm er das Generalkommando in Mähren. 
Am 2. Jänner 1817 erfolgte seine Ernennung zum Geheimrat und am 22. Mai 1820 übernahm er schließlich noch die Position des Kommandierenden Generals in Siebenbürgen. Er verstarb 1827 im Alter von 75 Jahren nach kurzer Krankheit in Hermannstadt.